# Юніті (модуль МКС)

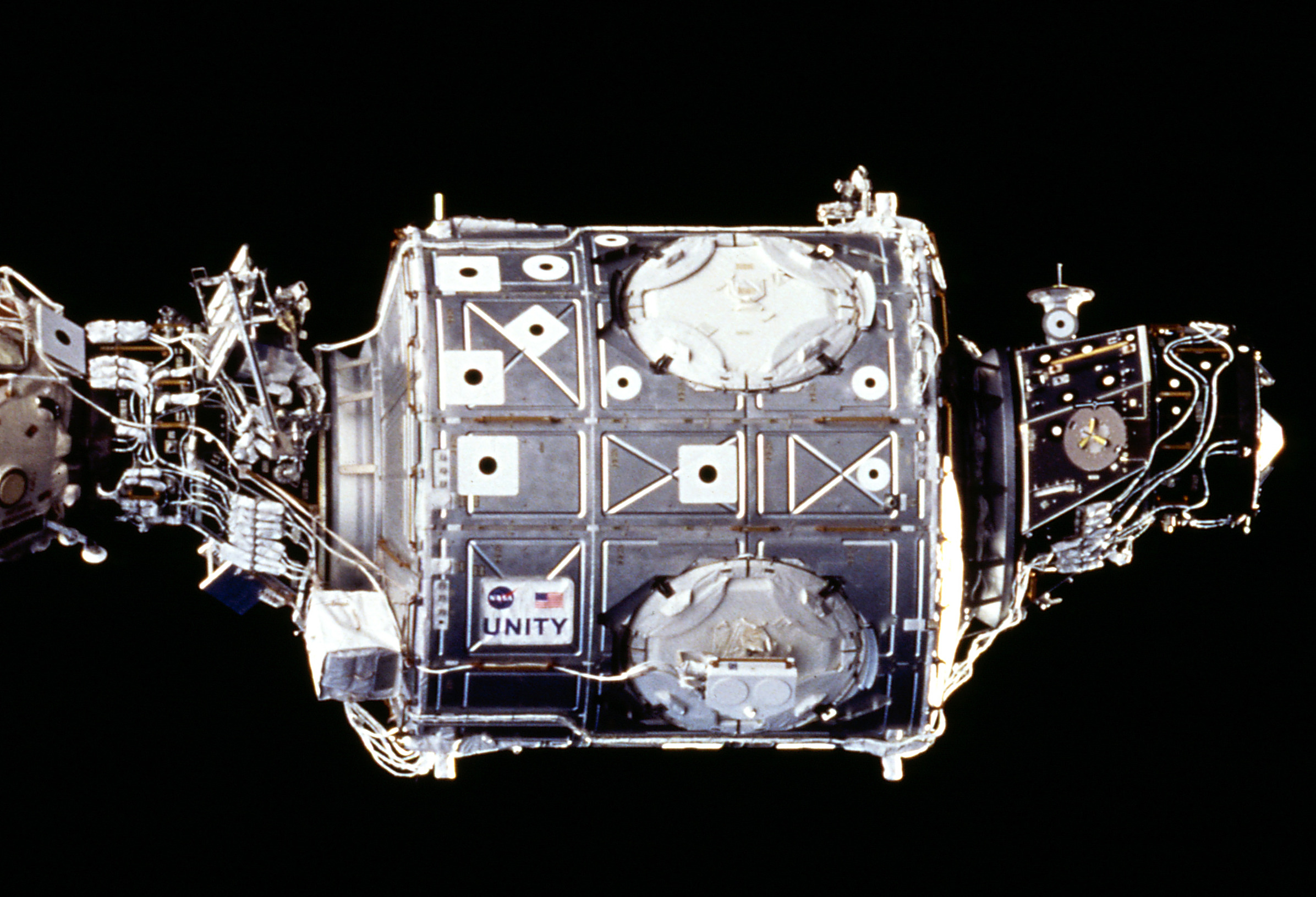
Модуль «Юніті». Грудень 1998

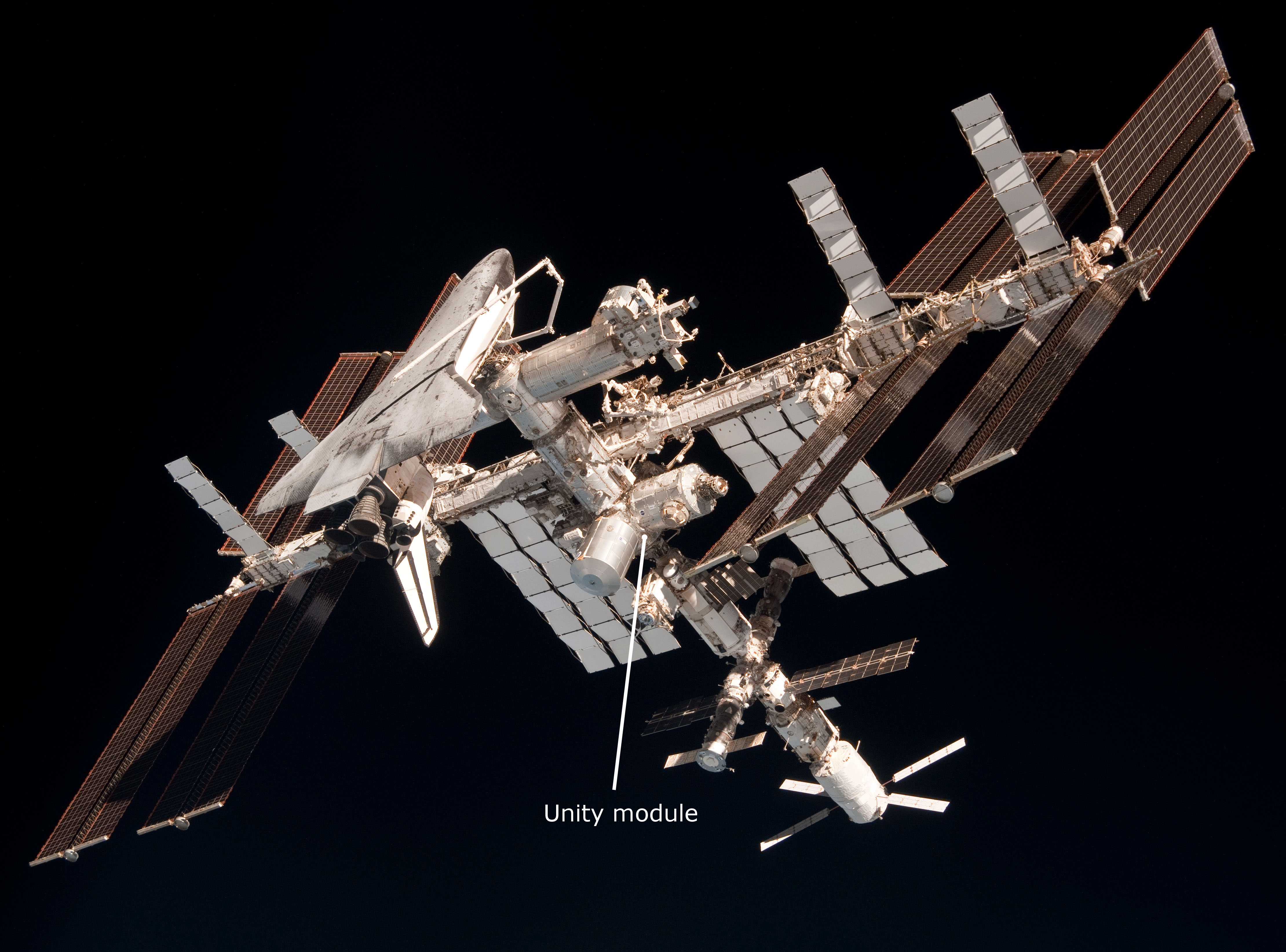
Модуль «Юніті» у складі МКС. Травень 2001

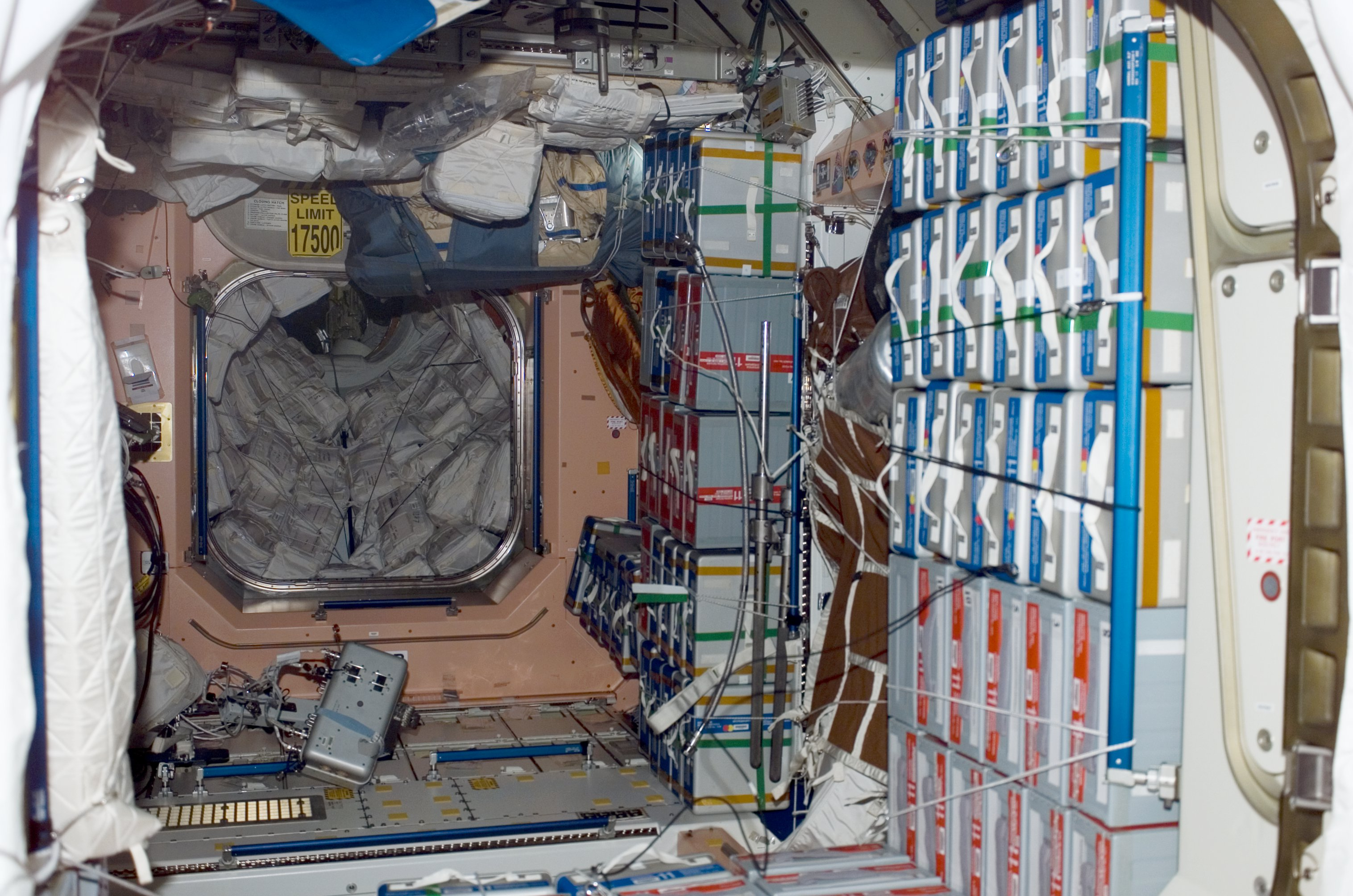
Всередні модуля «Юніті»

«Юніті» (англ. Unity — Єдність; англ. «Node 1» — «Вузол-1») — перший повністю американський компонент Міжнародної космічної станції (юридично першим американським модулем може вважатися ФГБ «Зоря», який був створений в Центрі ім. М. В. Хрунічева за контрактом з компанією «Боїнг»). Компонент є герметичним циліндричним з'єднувальним модулем, з шістьма стикувальними вузлами (англ. nodes).

## Опис
Модуль має циліндричну форму з шістьма єдиними механізмами стикування для приєднання інших модулів (два поздовжні і чотири радіальні). Довжина модуля 5,49 м при діаметрі 4,57 м. Основний матеріал, з якого виготовлено модуль — алюмінієві сплави.
Через модуль проходять критично важливі маршрути з передачі електроенергії, даних, рідин і газів для систем життєзабезпечення. Понад 50 000 механічних пристроїв, 216 трубопроводів для передачі рідин і газів і 121 внутрішніх і зовнішніх кабелів, що використовують понад дев'ять кілометрів проводу, встановлені в модулі. Модуль був збудований компанією «Боїнг» у цехах Центру космічних польотів імені Маршалла в Гантсвіллі, штат Алабама, «Юніті» став першим з трьох запланованих подібних з'єднувальних модулів.
Два стикувальні перехідники конічної форми були встановлені на обох кінцях модуля перед його запуском на «Індеворі». Перехідники (PMA, англ. Pressurized Mating Adapter, герметичний з'єднувальний перехідник), дозволяють системам стикування, використовуваним на шатлах і російських модулях, з'єднуватись з модулем. Станом на 2020 до одного PMA постійно приєднаний модуль «Зоря», другий приєднано до модуля Гармонія, перехідник використовувався для стикування з шатлами до припинення їхніх польотів.
Загальна маса модуля з двома конічними перехідниками становила 11612 кг. На обшивці перехідника між «Юніті» та «Зорею» змонтовані обчислювальні системи, або мультиплексор-демультиплексори (англ. MDM), які служили для контролю і управління модулем «Юніті» на ранніх етапах будівництва станції. В цей же час, для зв'язку з ЦУП в Х'юстоні і резервування російської комунікаційної системи, використовувалася система зв'язку модуля, здатна передавати дані, підтримувати аудіо та відео зв'язок.
Модуль був збудований компанією «Боїнг» у цехах Центру космічних польотів імені Маршалла в Гантсвіллі, штат Алабама, «Юніті» став першим з трьох запланованих подібних з'єднувальних модулів.

## Запуск і стикування
Модуль «Юніті» був виведений на орбіту 4 грудня 1998, як основний вантаж шатла «Індевор» (складальна місія МКС 2А, місія шатла STS-88).
6 грудня 1998-го екіпаж шаттла «Індевор» приєднав модуль «Юніті» до запущеного 20 листопада ракетою-носієм «Протон», модуля «Зоря».
З'єднувальний модуль став основою для всіх майбутніх американських модулів МКС, які були приєднані до його шести стикувальних вузлів.
Крім «Зорі», з «Юніті» з'єднані (курсивом вказано приєднані раніше і згодом замінені модулі):
- з 4 грудня 1998 по 10 лютого 2001 до переднього стикувального вузла герметичний перехідник PMA-2;
- з 14 жовтня 2000 до зенітного стикувального вузла перша фермова конструкція МКС «Z1»;
- з 16 жовтня 2000 по 11 березня 2001 надирного стикувального вузла герметичний перехідник PMA-3;
- з 10 лютого 2001 до переднього стикувального вузла замість герметичного перехідника PMA-2 американський лабораторний модуль «Дестіні»;
- з 11 березня 2001 по 30 серпня 2007 до лівого стикувального вузла герметичний перехідник PMA-3;
- з 15 липня 2001 до правого стикувального вузла шлюз «Квест» для виконання ПКД в американських скафандрах;
- з 30 серпня 2007 по 7 липня 2009 до надирного стикувального вузла герметичний перехідник PMA-3;
- з 26 жовтня 2007 по 14 листопада 2007 тимчасово пристиковано до лівого стикувального вузла Гармонію;
- з 7 липня 2009 по 23 січня 2010 до лівого стикувального вузла герметичний перехідник PMA-3;
- з 12 лютого 2010 до лівого стикувального вузла Транквіліті («Вузол-3» (англ. «Node 3»));
- з 1 березня 2011 до надирного стикувального вузла Леонардо.

## Розвиток
Два інші сполучні модулі станції (англ. Nodes) були побудовані компанією Alenia Aerospazio в Італії. Другий і третій модулі («Гармонія», «Спокій») трохи довші від модуля «Юніті», приблизно 6,3 метрів, і на кожному, крім шести причальних портів змонтовані додаткові кріплення для наукового обладнання станції (на «Юніті» таких кріплень чотири, на «Гармонії» — вісім і шістнадцять на «Спокої»).
ЄКА побудувало два додаткові модулі в порядку взаємозаліку з НАСА за доставку шатлом до МКС європейського  лабораторного модуля «Колумбус» та іншого обладнання.